# Stupava (Repubblica Ceca)
Stupava (in tedesco Stupawa) è un comune della Repubblica Ceca facente parte del distretto di Uherské Hradiště, nella regione di Zlín.